# Френк Сешехеј
Френк Сешехеј (Женева, 3. новембар 1907 — 13. фебруар 1982) био је швајцарски голман. Учествовао је на Летњим олимпијским играма 1928. и Светском првенству у фудбалу 1934. Одиграо је укупно 37 утакмица за Швајцарску.
Играо је клупски фудбал за Етоал-Каруж, Клуб Франсе, Сервет и Лозана-Спорт. Тренирао је Форвард Морж, Лозана-Спорт, Сервет и Сион.